# 獨協医科大学
獨協医科大学（どっきょういかだいがく、英語: Dokkyo Medical University）は、栃木県下都賀郡壬生町北小林880に本部を置く日本の私立大学。1883年創立、1973年大学設置。

## 概要
獨協医科大学の源流は、明治14年（1881年）にドイツ文化を摂取し、日本文教の興隆を図る目的で、西周、桂太郎、加藤弘之らにより設立された獨逸学協会である。
明治16年（1883年）、獨逸学協会学校を設立。初代校長に西周、第2代校長に桂太郎、第3代校長に加藤弘之が就任した。第二次世界大戦後、枢軸国であったドイツの影響力の低下のため獨逸学協会学校も危機を迎えたが天野貞祐ら同窓生により存続した。
昭和22年（1947年）、獨逸学協会の名称を財団法人「獨協学園」に変更し、東武鉄道の根津嘉一郎 (2代目)の推薦にて関湊を天野貞祐に紹介し、獨協中学校を再構築した。同メンバーにより昭和23年（1948年）、新制の獨協中学校・高等学校発足。昭和39年（1964年）、獨協学園80周年を記念して、根津、関、天野により獨協大学を埼玉県草加市に開学。昭和42年（1967年）、獨協学園理事長に関湊就任。
昭和48年（1973年）、獨協学園88周年を記念して根津、関と獨協中学や獨協高校の卒業生により獨協医科大学を栃木県壬生町に開学。広大なキャンパスに附属病院を、埼玉県越谷市に埼玉医療センター、栃木県日光市に日光医療センターを持つ。

## 沿革
- 1881年 ドイツを中心とした西欧文化を広く探究することを目的に西周、桂太郎、加藤弘之らにより獨逸學協會が設立される。
- 1883年 ドイツ学士養成のため獨逸學協會により獨逸學協會學校が設立され、初代校長に西周が就任する。
- 1970年 学校法人獨協学園理事会により創立88周年記念事業として獨協医科大学の設立が承認される。
- 1972年 文部大臣により獨協医科大学の設置が認可される。
- 1973年 獨協医科大学（医学部医学科）が開学。
- 1974年 獨協医科大学附属高等看護学院が開学する。獨協医科大学病院が開院する。
- 1979年 大学院（医学研究科）を開設する。
- 1983年 獨協医科大学附属高等看護学院を改組し、獨協医科大学附属看護専門学校を開設する。
- 1984年 獨協医科大学越谷病院が開院する。
- 1990年 組替えDNA研究施設を開設する。
- 1994年 獨協医科大学病院が特定機能病院として承認される。
- 1997年 医学情報センター・実験動物センターを開設する。
- 1998年 医学総合研究施設を開設する。
- 2002年 臨床研修センターを開設する。
- 2004年 子ども医療センターを開設する。
- 2005年 PETセンターを開設する。
- 2006年 大学の英語名を「Dokkyo University School of Medicine」から「Dokkyo Medical University」に改める。獨協医科大学日光医療センターが開院する。
- 2007年 看護学部看護学科を開設する。
- 2011年 助産学専攻科を開設する。
- 2012年 大学院に看護学研究科を開設。獨協医科大学越谷病院附属腎・予防医学センターを開設。
- 2017年11月 獨協医科大学越谷病院を「獨協医科大学埼玉医療センター」に、「越谷病院附属腎・予防医学センター」を「埼玉医療センター附属越谷クリニック」にそれぞれ名称変更。

## 教育および研究

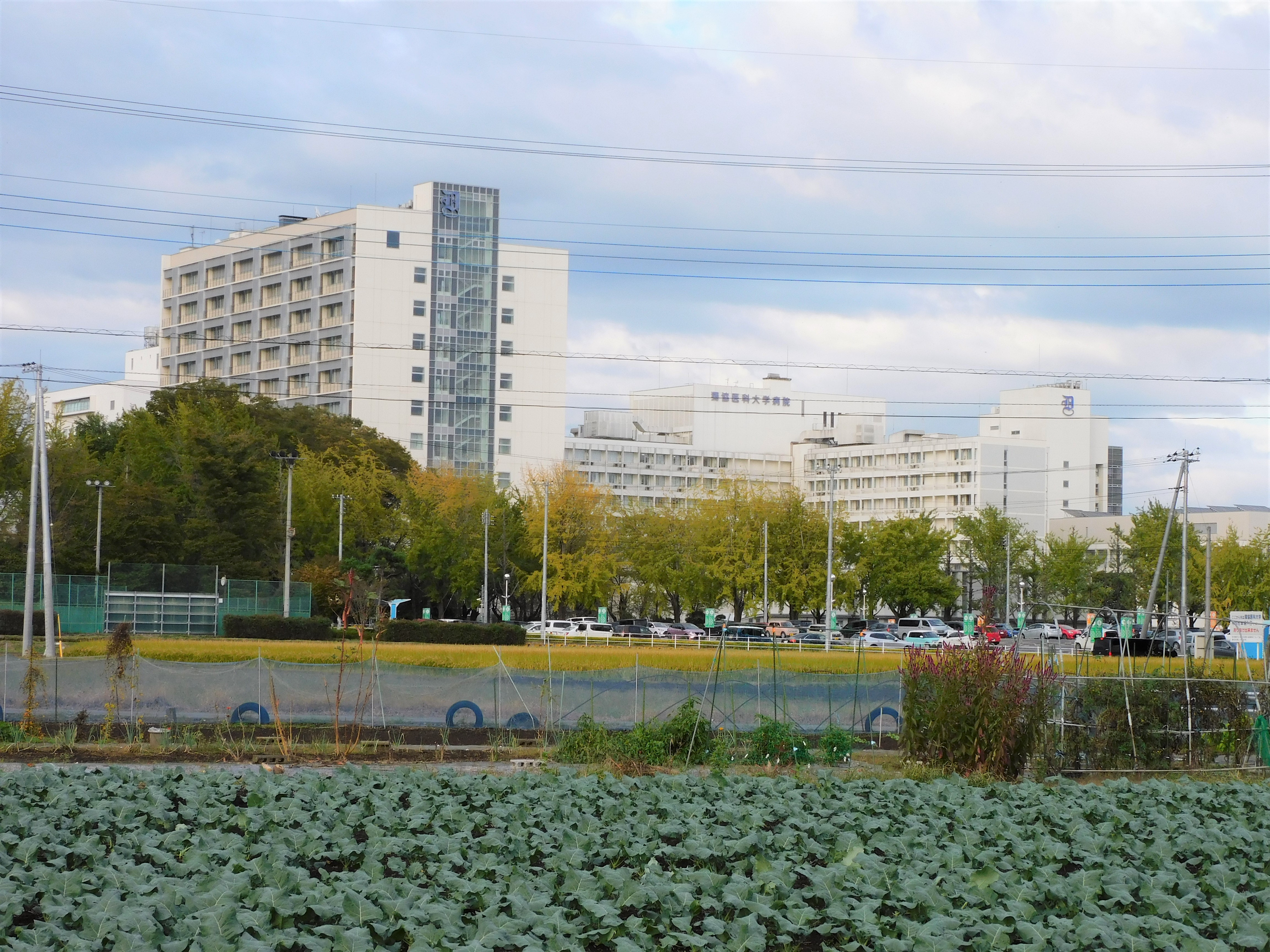
獨協医科大学病院（右）と獨協医科大学教育医療棟

### 組織

#### 学部
- 医学部
  - 医学科
- 看護学部
  - 看護学科

#### 大学院
- 医学研究科（博士課程）
  - 形態学系専攻
  - 機能学系専攻
  - 社会医学系専攻
  - 内科学系専攻
  - 外科学系専攻
- 看護学研究科（修士課程）
  - 看護学専攻

#### 専攻科
- 助産学専攻科

#### 専門学校
- 獨協医科大学附属看護専門学校
- 獨協医科大学附属看護専門学校 三郷校

#### 附属機関
- 研究所
  - 教育支援センター
  - 研究支援センター
  - 国際協力支援センター
    - 熱帯病寄生虫病室
    - 国際環境衛生室
    - 国際疫学研究室

  - 情報基盤センター
  - RIセンター
  - 実験動物センター
  - 看護教育センター
  - 保健センター
  - 生体医工学研究室
- 附属病院
  - 獨協医科大学病院
  - 獨協医科大学埼玉医療センター
    - 獨協医科大学埼玉医療センター附属腎・予防医学センター

  - 獨協医科大学日光医療センター

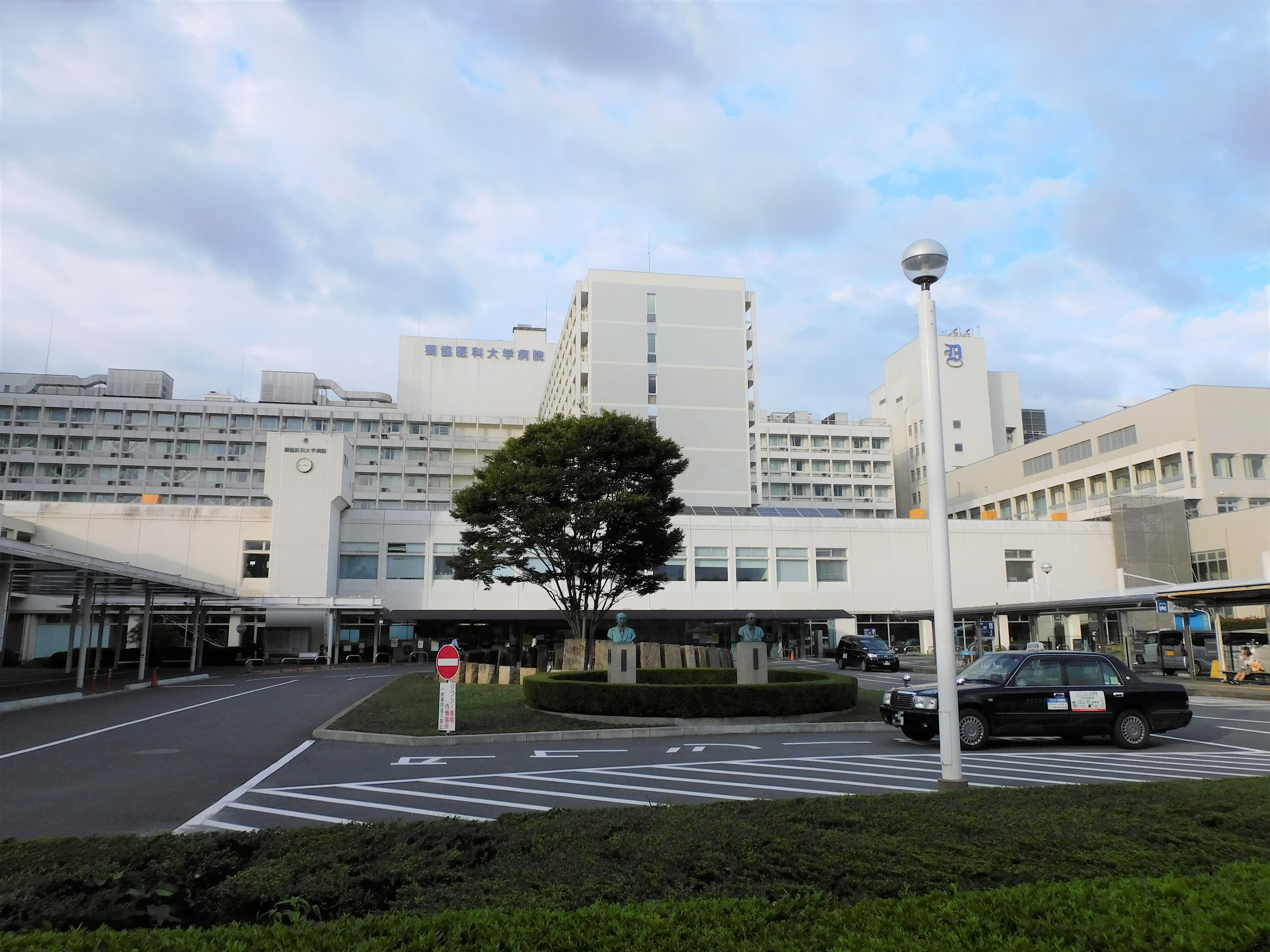
獨協医科大学病院
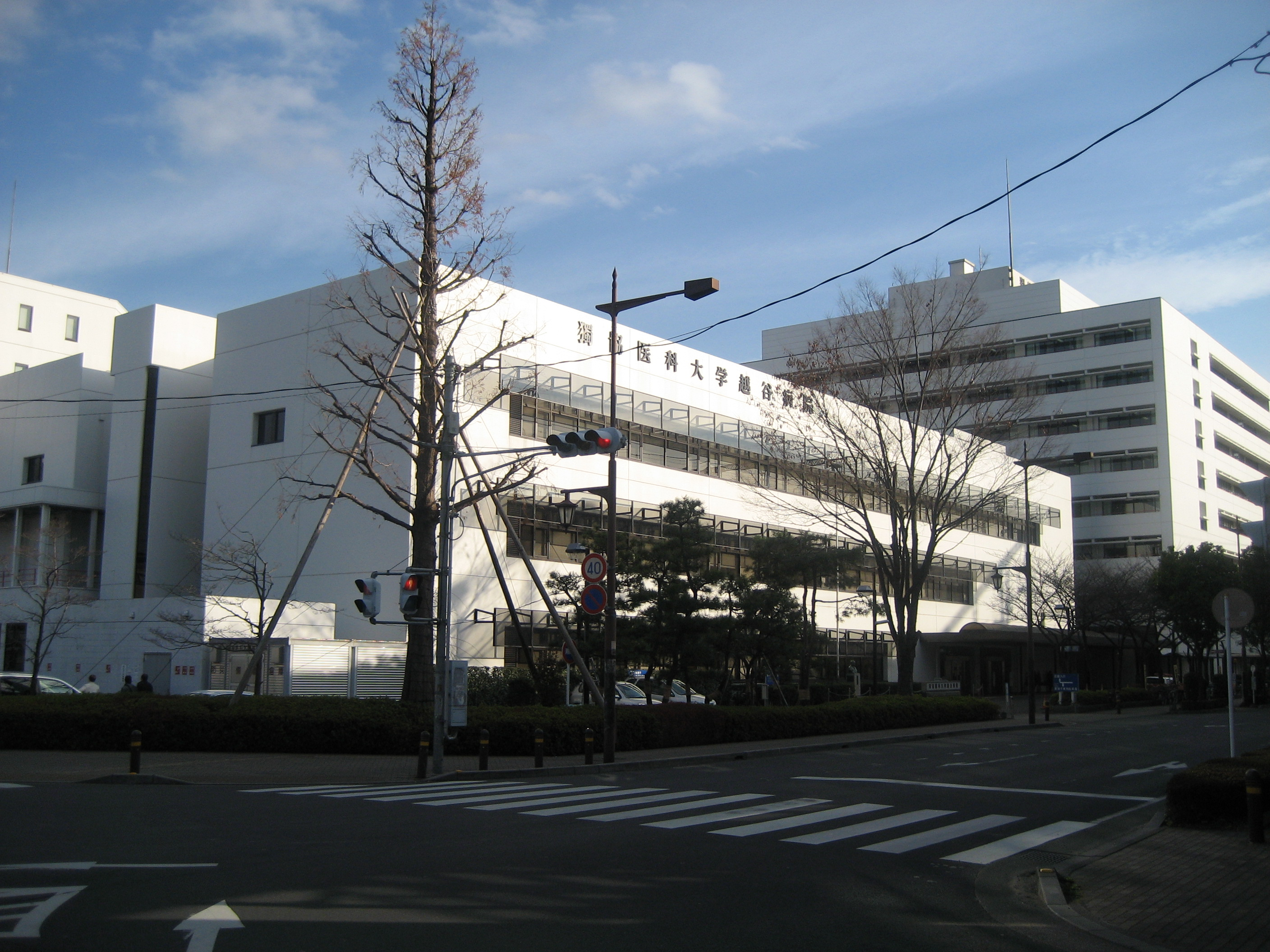
獨協医科大学埼玉医療センター
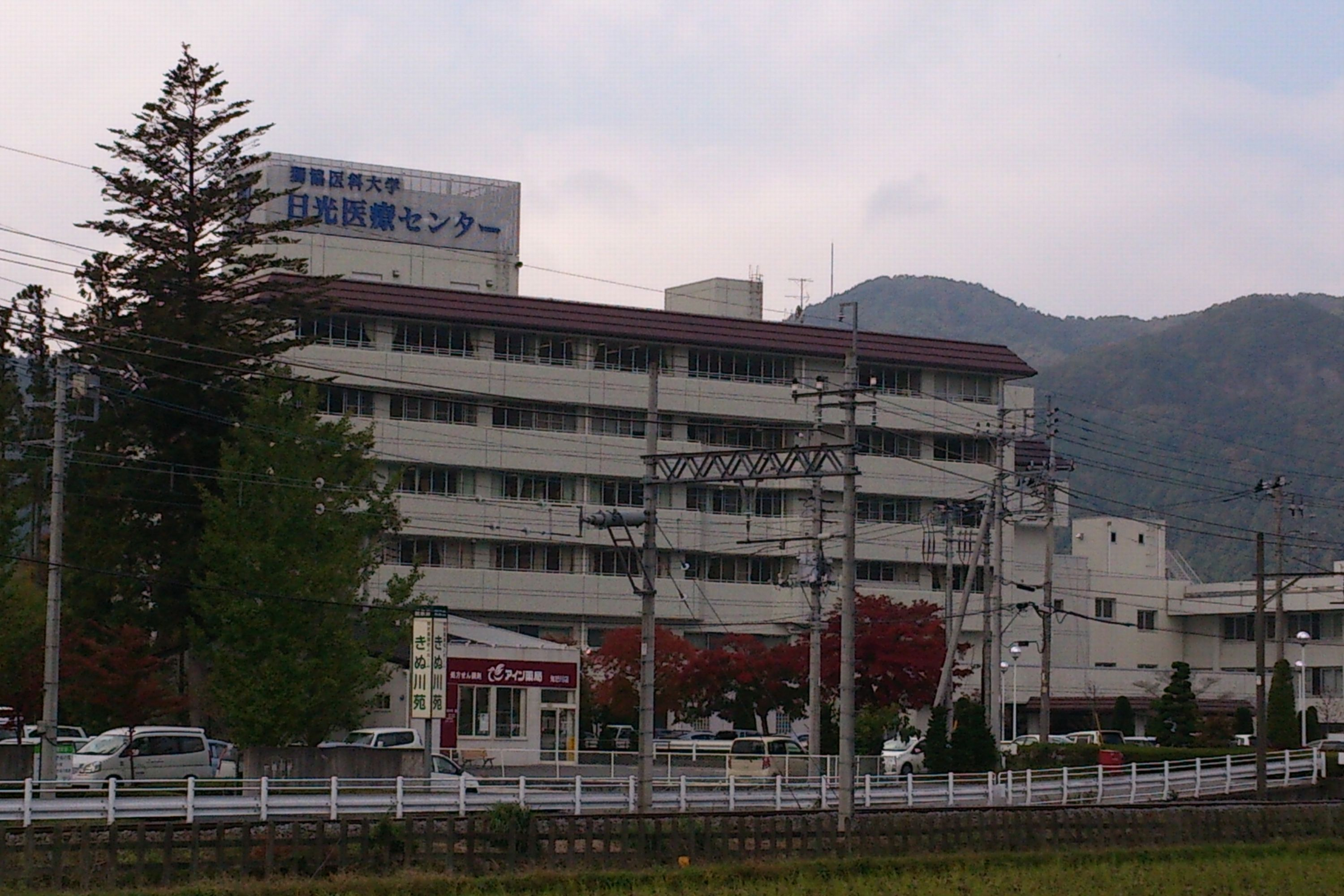
獨協医科大学日光医療センター

- 図書館
  - 獨協医科大学図書館

## 交通アクセス
- 東武宇都宮線・おもちゃのまち駅より徒歩約18分
- 路線バス関東自動車・おもちゃのまち駅〜獨協医大病院線で約3分、終点下車
- 北関東自動車道・壬生インターチェンジから約5分

## 大学関係者と組織

### 大学関係者組織
獨協医科大学の同窓会は「獨協医科大学同窓会」と称し大学内の同窓会本部と国内17の支部会によって構成される。

### 大学関係者一覧
- 獨協医科大学の人物一覧

## 対外関係

### 地方自治体との協定
- 二本松市と獨協医科大学との連携に関する協定書(2011年締結)
  - 二本松市
- 「みぶまち・獨協健康大学」の設立に関する協定(2013年締結)
  - 壬生町

### 企業との協定
- 獨協医科大学・栃木サッカークラブ間におけるパートナーシップ協定（2010年2月）
  - 栃木SC
- H.C.栃木日光アイスバックスとの連携協力に関するパートナーシップ協定の締結（2016年12月）
  - H.C.栃木日光アイスバックス

### 他大学との協定
- 放送大学学園[1]
- 大学コンソーシアムとちぎ(2005年締結)
  - 足利大学
  - 足利短期大学
  - 宇都宮共和大学
  - 宇都宮短期大学
  - 宇都宮大学
  - 宇都宮文星短期大学
  - 小山工業高等専門学校
  - 関東職業能力開発大学校
  - 國學院大學栃木短期大学
  - 国際医療福祉大学
  - 作新学院大学
  - 作新学院大学女子短期大学部
  - 佐野短期大学
  - 自治医科大学
  - 帝京大学
  - 白鷗大学
  - 文星芸術大学

- 大学間連携による地域貢献事業協定(2010年締結)
  - 文星芸術大学
  - 宇都宮文星短期大学

### 国際交流協定相手先校
- ドイツ
  - ミュンスター大学
- アメリカ合衆国
  - カリフォルニア大学サンディエゴ校
- フィリピン
  - フィリピン大学マニラ校
- 中国
  - 同済大学
- ウクライナ
  - ジトーミル国立農業生態学大学

### 系列校
- 獨協大学
- 姫路獨協大学
- 獨協中学校・高等学校
- 獨協埼玉中学校・高等学校

## 附属学校
- 獨協医科大学附属看護専門学校
- 獨協医科大学附属看護専門学校三郷校